# Kaidan
Kaidan (jap. 怪談; opowieść o duchach (występuje także w dawnym zapisie jako kwaidan) – słowo w języku japońskim, określające rodzime opowiadania o duchach i zjawiskach nadprzyrodzonych, odnoszące się głównie do popularnych, zwłaszcza w okresie Edo (1603–1868), opowieści ludowych. Słowo składa się z dwóch kanji: kai (怪) – ‘tajemnica’, dan (談) ‘rozmowa’.

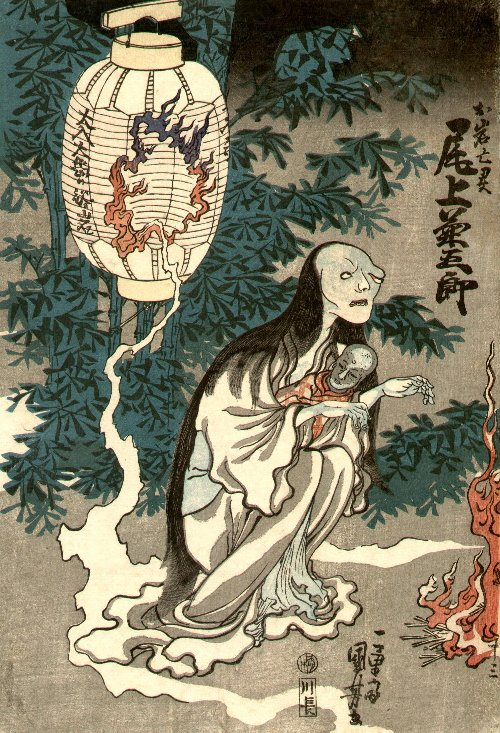
Ilustracja do Tōkaidō Yotsuya kaidan

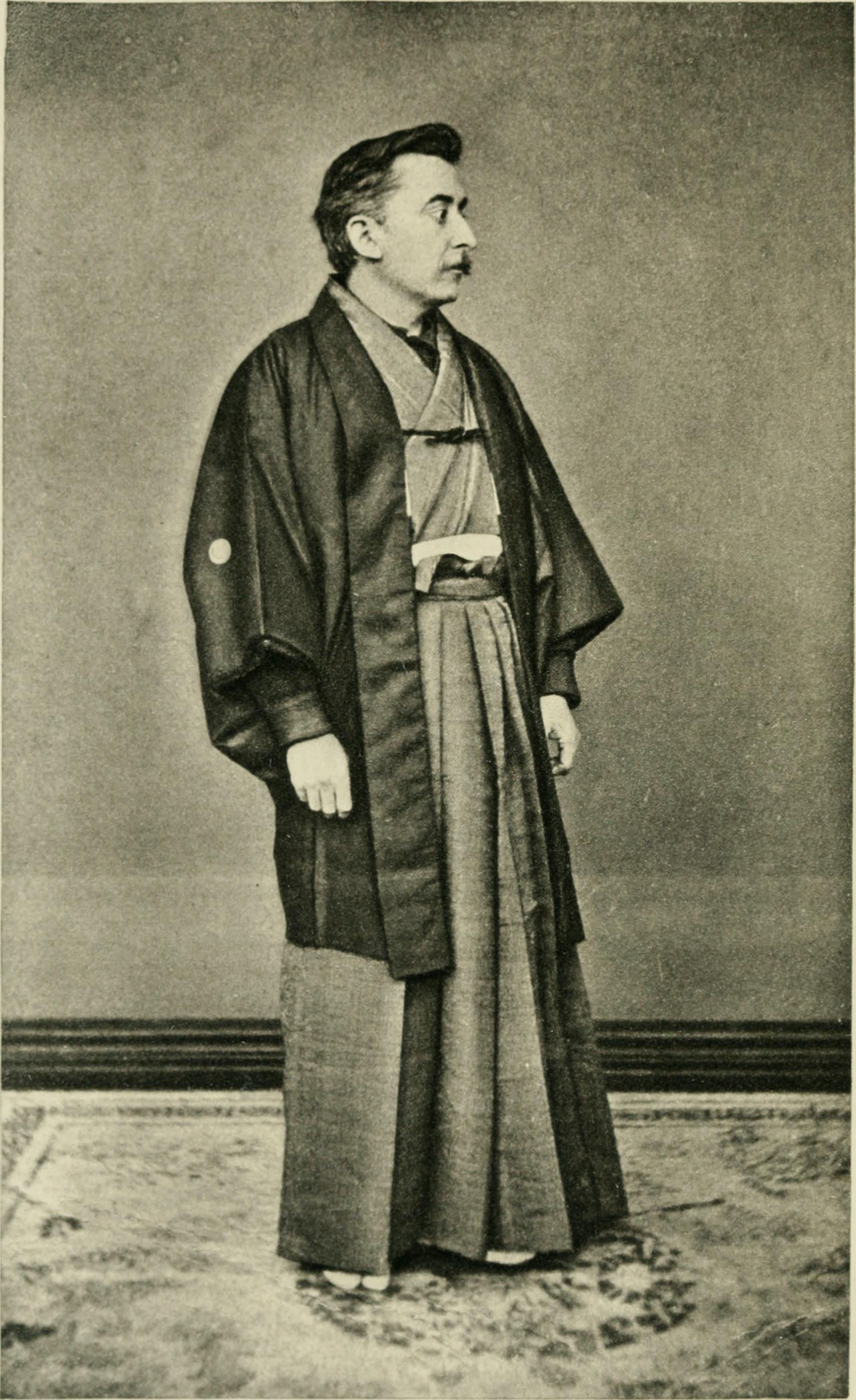
Lafcadio Hearn, 1906

Termin rzadko używany jest w odniesieniu do współcześnie powstających w Japonii horrorów, takich jak np. Klątwa ju-on czy The Ring: Krąg. Częściej określa się je słowem horā (od ang. horror) bądź rodzimym kowai hanashi (przerażająca opowieść). Słowo kaidan może pojawić się w tytule filmu bądź książki, jeśli autor chce, aby tworzona przez niego historia kojarzyła się odbiorcom ze staromodną opowieścią o duchach.

## Hyaku monogatari kaidan-kai
Słowa kaidan zaczęto używać w okresie Edo, kiedy to popularna stała się gra salonowa hyaku monogatari kaidan-kai, polegająca na opowiadaniu historii o duchach. 

### Znane opowiadania
- Tonoigusa, znane również jako Otogi monogatari (Przedszkolne opowieści), aut. Ansei Ogita (1660)
- Otogibōko (Lalka), aut. Ryōi Asai (1666)
- Ugetsu monogatari (Opowieści po deszczu przy księżycu), aut. Akinari Ueda (1776)
- Banchō Sarayashiki (Opowieść o Okiku), aut. Kidō Okamoto (1872-1939)
- Tōkaidō Yotsuya kaidan (Opowieść o duchach z Yotsuya na trakcie Tōkaidō), aut. Nanboku Tsuruya IV (1755–1829)
- Botan dōrō (Peoniowy lampion), aut. Ryōi Asai
- Mimi-nashi Hōichi (Hōichi bez uszu)

## Kwaidan, czyli opowieści niesamowite
W języku angielskim, a następnie w innych językach zachodnich, termin został spopularyzowany przez Lafcadia Hearna i jego książkę Kwaidan, czyli opowieści niesamowite. Ponieważ zawarte w książce opowieści rozgrywają się w odległych czasach, autor zdecydował się na archaiczną transkrypcję kwaidan, obecnie wypartą przez formę kaidan. Dawny zapis został zachowany również w zachodnich tłumaczeniach tytułu filmu Masakiego Kobayashiego (1916–1996), który w 1964 roku zekranizował cztery opowieści Hearna.

## Elementy fabuły
W kaidan, wywodzących się z dydaktycznych opowieści buddyjskich, często pojawia się motyw karmy, zwłaszcza zemsty duchów za wyrządzone im za życia krzywdy. Duchy te, zwane onryō, po śmierci stają się potężniejsze niż za życia. Często są to dusze ludzi słabych, zarówno fizycznie, jak i pod względem posiadanej władzy, np. kobiet bądź służących. Celem ich zemsty zazwyczaj stają się ludzie, przez których cierpieli za życia, jednakże czasem pragną one zemsty na wszystkich żyjących ludziach. Zdarzają się również opowieści, w których mściwy duch nie ma sprecyzowanego celu, jak np. w opowiadaniu Hearna pt. Furisode (kimono o długich rękawach), zamieszczonym w książce In Ghostly Japan, gdzie przeklęte kimono zabija każdego, kto je założy. 
Podobny motyw pojawia się w książce Kōjiego Suzuki Ring oraz filmie na jej podstawie, gdzie kaseta wideo zabija każdego, kto ją obejrzy, bądź w filmach z serii Ju-on, w których giną wszyscy, którzy wejdą do przeklętego domu. W kaidan często pojawia się również motyw wody – w Japonii wierzy się, że przez wodę (rzekę) dusze dostają się do yomi – krainy zmarłych. Wiąże się z tym również tradycja puszczania na rzekach zapalonych lampionów podczas buddyjskiego święta zmarłych, Obon, co ma pomóc duszom zmarłych dotrzeć do yomi.